# Árpádina
Az Árpádina női név az Árpád férfinévből származik, az -ina képzővel alkották a 19. században.

## Gyakorisága
A nevet a 19. században alkották meg, több hölgy is viselte akkoriban, mégsem vált népszerűvé. 
Az újszülötteknek adott nevek körében az 1990-es években szórványosan fordult elő. A 2000-es és a 2010-es években sem szerepelt a 100 leggyakrabban adott női név között.
A teljes népességre vonatkozóan az Árpádina sem a 2000-es, sem a 2010-es években nem szerepelt a 100 leggyakrabban viselt női név között.

## Névnapok
december 11.

## Híres Árpádinák
- Malom Lujza költőnő álneve.